# David Miller (voile)
Pour les articles homonymes, voir David Miller et Miller.
David Stanley Miller  est un skipper canadien né le 18 septembre 1943 à Vancouver. 

## Carrière
David Miller remporte lors des Jeux olympiques d'été de 1972 la médaille de bronze en Soling.